# Cantonul Le Fossat
Cantonul Le Fossat este un canton din arondismentul Pamiers, departamentul Ariège, regiunea Midi-Pyrénées, Franța.

## Comune
- Artigat
- Carla-Bayle
- Castéras
- Durfort
- Le Fossat (reședință)
- Lanoux
- Lézat-sur-Lèze
- Monesple
- Pailhès
- Sainte-Suzanne
- Saint-Ybars
- Sieuras
- Villeneuve-du-Latou